# Нечуйвітер трансильванський
{{#ifeq:0|0|{{#if:Hieracium transylvanicum|{{#if:|[[]}}|[[]]}}}}
Hieracium transylvanicum — вид рослин із родини айстрових (Asteraceae).

## Біоморфологічна характеристика
2n = 2x = 18.

## Середовище проживання
Зростає у Європі (Австрія, Польща, Словаччина, Словенія, Хорватія, Боснія і Герцеговина, Сербія та Косово, Чорногорія, Албанія, Румунія, Болгарія, Україна).
В Україні вид росте у гірських лісах — на Закарпатті, Карпатах, Прикарпатті, звичайний